# Gobbe (freestyle)

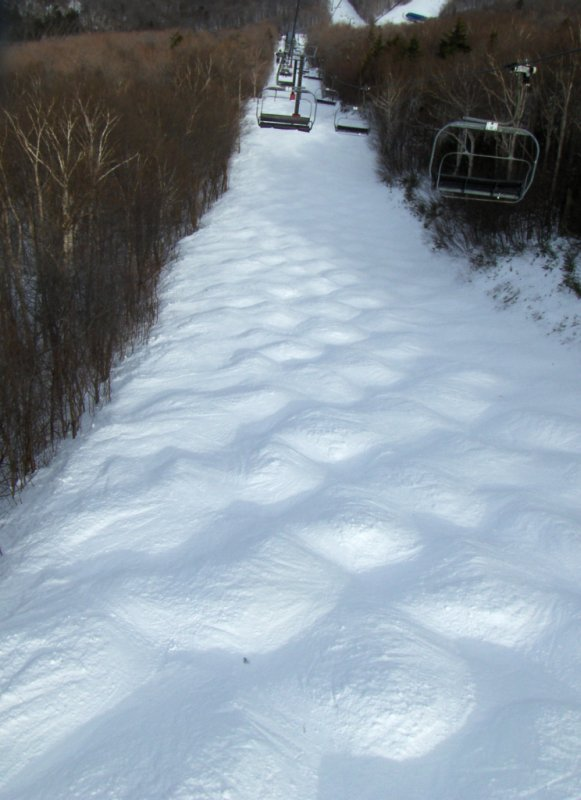
Una pista a gobbe a Sugarbush, negli Stati Uniti

Le gobbe, note anche con il termine inglese moguls, sono una specialità della disciplina sciistica del freestyle nella quale gli sciatori scendono lungo una pista caratterizzata dalla presenza di numerosi dossi artificiali. Durante il percorso devono anche effettuare due salti, sfruttando appositi trampolini; i salti, a loro volta, devono essere arricchiti da evoluzioni. La classifica delle gare di gobbe viene stilata attraverso un punteggio che tiene conto sia della velocità di discesa, sia dello stile con il quale vengono superate le gobbe, sia della difficoltà e della qualità d'esecuzione dei salti.
È disciplina olimpica da Albertville 1992, anche se già a Calgary 1988 era presente come sport dimostrativo. Fa inoltre parte del programma dei Campionati mondiali di freestyle e della Coppa del Mondo, all'interno della quale è prevista una classifica apposita per questa specialità. In passato è stata assegnata per alcune stagioni anche una Coppa del Mondo di gobbe in parallelo.